# Формула Лоренца — Лоренца
Фо́рмула Ло́ренца — Ло́ренца связывает показатель преломления вещества с электронной поляризуемостью частиц (атомов, ионов, молекул), из которых оно состоит. Формулу получили датский физик Людвиг В. Лоренц (дат.  Ludvig Valentin Lorenz ) и голландский физик Хендрик А. Лоренц (нидерл. Hendrik Antoon Lorentz) в 1880 году независимо друг от друга.

## Определение
Если вещество состоит из частиц одного сорта, то формула имеет вид:
{\displaystyle {\frac {n^{2}-1}{n^{2}+2}}={\frac {4\pi }{3}}N\alpha ,}
где {\displaystyle n} — показатель преломления, {\displaystyle N} — количество частиц в единице объёма, а {\displaystyle \alpha } — их поляризуемость.
Уточним, что под поляризуемостью частицы здесь понимается коэффициент {\displaystyle \alpha }, связывающий напряжённость электрического поля {\displaystyle {\boldsymbol {E}}}, действующего на частицу, с дипольным моментом {\displaystyle {\boldsymbol {p}}}, образующимся у частицы под действием этого поля:
{\displaystyle {\boldsymbol {p}}=\alpha {\boldsymbol {E}}.}
Здесь и далее жирным шрифтом выделяются векторные величины.
Формулу записывают также в виде:
{\displaystyle {\frac {n^{2}-1}{n^{2}+2}}\cdot {\frac {M}{\rho }}={\frac {4\pi }{3}}N_{\mathrm {A} }\alpha ,}
где {\displaystyle M} — молекулярная масса вещества, {\displaystyle \rho } — его плотность, а {\displaystyle N_{\mathrm {A} }} — постоянная Авогадро. При этом величину {\displaystyle {\frac {4\pi }{3}}N_{\mathrm {A} }\alpha } называют молекулярной рефракцией.
Если вещество состоит из частиц нескольких сортов с поляризуемостями {\displaystyle \alpha _{i}} и объёмными концентрациями {\displaystyle N_{i}}, то формула принимает вид:
{\displaystyle {\frac {n^{2}-1}{n^{2}+2}}={\frac {4\pi }{3}}\left[N_{1}\alpha _{1}+N_{2}\alpha _{2}+\cdots +N_{n}\alpha _{n}\right].}
Вывод формулы основан на рассмотрении микроскопического поля и его взаимодействия с атомами, молекулами и ионами вещества. При выводе предполагается, что среда является изотропной, а составляющие её частицы собственным дипольным моментом не обладают.

## Обсуждение
Воздействие внешнего электромагнитного поля с относительно высокими частотами, соответствующими видимому и УФ-диапазону спектра, приводит к смещению только электронных оболочек относительно атомных ядер, в то время как более массивные частицы (атомы и ионы) за период колебаний поля сместиться с занимаемых ими мест не успевают. Соответственно, в поляризацию среды вносит вклад только электронная поляризация, и показатель преломления оказывается связан с электронной поляризуемостью частиц формулой Лоренца — Лоренца.
При более низких частотах колебаний поля атомы и ионы успевают смещаться под действием поля, и поэтому вносят свой вклад в общую поляризацию. В результате становится необходимым, помимо электронной поляризуемости, учитывать атомную и ионную поляризуемости. Аналогом формулы Лоренца — Лоренца для постоянных полей является формула Клаузиуса — Моссотти, описывающая связь диэлектрической проницаемости вещества с поляризуемостями составляющих его частиц:
{\displaystyle {\frac {\varepsilon -1}{\varepsilon +2}}\cdot {\frac {M}{\rho }}={\frac {4\pi }{3}}N_{\mathrm {A} }\alpha .}
В полярных диэлектриках частицы среды обладают собственным дипольным моментом, то есть таким, который они имеют и в отсутствие внешнего электрического поля. Непосредственное применение формулы Лоренца — Лоренца в её обычном виде в таких случаях невозможно. Дальнейшим развитием формулы Лоренца — Лоренца, пригодным в том числе и для случая полярных диэлектриков (но для относительно низких частот колебаний поля), стала формула формула Ланжевена — Дебая.
Формула Лоренца — Лоренца лежит в основе структурной рефрактометрии. Она широко используется при изучении и контроле составов различных веществ, для исследования их строения и превращений, происходящих в результате протекания химических реакций.

## Классическая теория дисперсии
Формула Лоренца — Лоренца является одним из оснований теории дисперсии света в классическом приближении. В этой теории оптические электроны рассматриваются как дипольные осцилляторы, характеризуемые собственной частотой {\displaystyle \omega _{0}}. В случае, когда затуханием колебаний электронов можно пренебречь, уравнение колебаний имеет вид:
{\displaystyle {\ddot {\boldsymbol {r}}}+\omega _{0}^{2}{\boldsymbol {r}}={\frac {e}{m}}{\boldsymbol {E}}(t),}
где {\displaystyle {\boldsymbol {r}}} — смещение электрона из положения равновесия, {\displaystyle {\ddot {\boldsymbol {r}}}} — вторая производная {\displaystyle {\boldsymbol {r}}} по времени (ускорение электрона), {\displaystyle e} и {\displaystyle m} — заряд и масса электрона соответственно, а {\displaystyle {\boldsymbol {E}}(t)} — напряжённость электрического поля.
В результате решения уравнения для монохроматического поля, изменяющегося с частотой {\displaystyle \omega }, сначала получается зависимость {\displaystyle {\boldsymbol {r}}(t)}, а затем и поляризуемость {\displaystyle \alpha }:
{\displaystyle \alpha ={\frac {e^{2}}{m}}{\frac {1}{\omega _{0}^{2}-\omega ^{2}}}.}
После подстановки полученного выражения в формулу Лоренца — Лоренца возникает дисперсионная формула вида:
{\displaystyle {\frac {n^{2}-1}{n^{2}+2}}={\frac {4\pi Ne^{2}}{3m}}{\frac {1}{\omega _{0}^{2}-\omega ^{2}}}.}
Обычно свой вклад в формирование показателя преломления вносят несколько линий поглощения с частотами {\displaystyle \omega _{0i}}. В таком случае дисперсионная формула принимает вид:
{\displaystyle {\frac {n^{2}-1}{n^{2}+2}}={\frac {4\pi Ne^{2}}{3m}}\sum _{i}{\frac {f_{i}}{\omega _{0i}^{2}-\omega ^{2}}},}
где {\displaystyle f_{i}} — безразмерные коэффициенты (силы осцилляторов), показывающие эффективность участия соответствующих осцилляторов в явлениях дисперсии и удовлетворяющие правилу {\displaystyle \sum _{i}f_{i}=1}.

## История
Статьи Людвига В. Лоренца и Хендрика А. Лоренца с сообщениями о получении формулы были опубликованы практически одновременно в 1880 году. М. Борн и Э. Вольф такое одновременное получение результата учёными с почти одинаковыми (в оригинальном написании) фамилиями называют «удивительным совпадением».
Сам Хендрик Лоренц в своей книге писал так: «…этот результат был найден Лоренцом в Копенгагене за несколько времени до того, как я вывел его из электромагнитной теории света, что, конечно, является любопытным случаем совпадения».
Хотя Хендрик А. Лоренц не был тем, кто первым вывел формулу, и на эту роль не претендовал, в её наименовании, обычно употребляемом в англоязычной литературе, его имя стоит в начале: «Lorentz — Lorenz equation», «Lorentz — Lorenz formula» или «Lorentz — Lorenz relation».
Ранее, до того, как в русской научно-технической литературе сложилась общепринятая традиция, использовались различные варианты наименования формулы, включая такие, как формула «Лоренц — Лоренца», «Лоренц — Лорентца», «Лорентц — Лоренца» и «Лорентца — Лоренца».
В своё время значение формулы Лоренца — Лоренца не исчерпывалось только тем, что она дала возможность количественного описания формирования значения показателя преломления веществ. Как писали М. Борн и Э. Вольф, «…она служит мостом, связывающим феноменологическую теорию Максвелла с теорией атомного строения вещества».
Несмотря на солидный «возраст», формулу Лоренца — Лоренца в настоящее время не только достаточно широко применяют, но и продолжают развивать, расширяя возможности её использования.